# القناة الرابعة البريطانية
القناة الرابعة (بالإنجليزية: Channel 4) هي قناة إذاعية تلفازية بريطانية عامّة، انطلقت في أوّل بث لها بتاريخ 2 نوڤمبر سنة 1982. وعلى الرغم من أن هذه القناة تموّل نفسها بنفسها عن طريق الإعلانات والدعايات، إلا أنها لا تزال مملوكة من قبل الدولة، وقد كانت في بدايتها فرعًا من هيئة الإذاعة المستقلة (بالإنگليزية: Independent Broadcasting Authority؛ اختصارًا: IBA)، أما الآن فتملكها وتديرها شركة القناة التلفزية الرابعة، وهي هيئة عمومية تأسست في سنة 1990، وبدأت أعمالها فعليًا في سنة 1993.
أصبحت القناة الرابعة تُبث في كافة أنحاء المملكة المتحدة لأول مرة في 31 مارس سنة 2010، بعد أن تمّ تعديل جميع مستقطبات البث في ويلز حتى تستقطب البث الرقمي.
تأسست هذه القناة بهدف تأمين خدمة تلفزية رابعة لسكّان المملكة المتحدة، إلى جانب قناتيّ بي بي سي المرخصتين من قبل الدولة، وشبكة ITV التجارية الوحيدة في البلاد والمُرخصة كذلك الأمر.
عملت القناة على مُراعاة ومواكبة آخر التطورات الحاصلة في مجال الإعلام المرئي، فأطلقت خدمة البث المرئي فائق الدقة (HD) خلال سنة 2007، وفي سنة 2009 أطلقت خدمة المشاهدة ثلاثية الأبعاد على مدى أسبوع كامل. كما فعَّلت خدمة الڤيديو حسب الطلب تحت عنوان 4oD / كاتش أپ، بالإضافة لخدمة قنوات المعلومات لفترة من الوقت على الأقل.

## تاريخ القناة

### الفكرة الأساسية
قبل إنشاء القناة الرابعة وقناة S4C، كان لبريطانيا ثلاث محطات تلفازية أرضية هي: BBC1، وBBC2، وITV. وفي عام 1980 صدر قانون متعلق بالبث الإذاعي، هدف إلى إقامة محطة رابعة، وبناءً على هذا صدر قانون آخر في سنة 1982 أنشأت بمقتضاه القناة الرابعة ونظيرتها الويلزية قناة S4C. بدأت المحطة ببث البرامج الثابتة بتاريخ 2 نوڤمبر 1982، بعد بضعة شهور أمضتها في البث التجريبي.

الشعار السّابق للقناة.

كانت فكرة إنشاء محطة بث تلفازي تجارية ثانية في بريطانيا تجول في خاطر المسؤولين منذ الاستهلال بإنشاء قناة ITV في سنة 1954، وافتتاحها في العام التالي، فاقترحوا في بداية الأمر إنشاء قناة ITV2، وكان هذا الأمر على شفير التحقيق لدرجة أن جميع أجهزة التلفاز المبيعة طيلة عقديّ السبعينيات والثمانينيات في المملكة المتحدة كانت تحوي قناة إضافية تُسمّى 'ITV/IBA 2'. استمر الحوار دائرًا بين مكتب البريد العام (GPO) والحكومة البريطانية والشركات المسؤولة عن إدارة ITV وغيرها من الجهات المهتمة، بالشكل الذي سوف تتخذه القناة الجديدة التجارية بحال تم إنشاؤها، وذلك طيلة الفترة الممتدة من إنشاء قناة ITV وحتى افتتاح القناة الرابعة. يُرجّح أنه كان للسياسيين دورٌ في تأخير انطلاق القناة ثلاثة عقود من الزمن، ويُمكن القول أنه كان لتصادم الأيديولوجيات الناجمة عن توسيع نشاط القنوات التجارية مثل ITV ومحاولة جعلها مخصصة لإداء خدمة عامة كما قنوات BBC، الأثر الأبرز في ولادة ما يُشبه التسوية بين الاثنين، التي نجم عنها إطلاق القناة الرابعة في سنة 1982.
كان من ضمن حسنات تأخر إطلاق هذه القناة أن موزعات موجتها كانت قد أصبحت قائمة وفعّآلة منذ أوائل عقد الستينيات، عندما كان إطلاق قناة ITV2 متوقعًا ومُنتظرًا. وقد أدّى هذا إلى تغطية معظم أنحاء البلاد تغطية إرساليّة فعّالة، وخفف من نسبة المشاكل التي كانت قنوات التلفزة تعاني منها في حينها، وأبرزها تداخل الموجات مع بعضها والتشويش على بعضها؛ على النقيض مما حصل عندما تم إطلاق القناة الخامسة بعد حوالي أربعة عشرة سنة ونصف السنة.

### في ويلز
خلال الوقت الذي كان فيه المسؤولون يتفاوضون بشأن إنشاء القناة الرابعة، قامت حركة في ويلز تضغط على الحكومة لإنشاء محطة تبث برامجًا باللغة الويلزية، التي كانت تُبث أصلاً في تلك الفترة ولكن «خارج أوقات الذروة»، على قناتيّ BBC ويلز وHTV. أخذ بعض الساسة الويلزيين، مثل گويفور إيڤانز زعيم حزب ويلز (بالويلزية: Plaid Cymru) هذا المطلب على محمل الجدّ، لدرجة أنه هدد الحكومة بالشروع بإضراب عن الطعام إن لم تستجب لرغبة الويلزيين.
كان من نتيجة هذا أن أصبحت القناة في ويلز تختلف عن باقي أنحاء بريطانيا، فأصبحت تُبث تحت عنوان «القناة الرابعة في ويلز» (بالويلزية: Sianel Pedwar Cymru؛ اختصارًا: S4C)، وتديرها مصلحة القناة الرابعة الويلزية التي أنشأت خصيصًا لهذه الغاية. أخذت هذه القناة تبث برامجًا باللغة الويلزية كانت قد بُثت في السابق على قنوات HTV، وBBC، وعلى بعض القنوات الخاصة أيضًا. كان لضيق التردد الموجي أثر في جعل بث القناة الرابعة أمرًا غير ممكنًا في ويلز إلى جانب قناة S4C، غير أن بعض البرامج الإنگليزية من تلك القناة كانت تُبث في بعض الأوقات الأقل شيوعًا، وقد استمرت هذه العادة رائجة حتى تم إنهاء البث التماثلي للقناة الرابعة الويلزية في سنة 2010. ومنذ ذلك الحين أصبحت القناة الرابعة متوافرة للجمهور الويلزي على الكبلات الرقمية، ومستقطبات بث الأقمار الصناعية، والبث الرقمي الأرضي.

### إطلاق المحطة وإشراف هيئة الإذاعة المستقلة

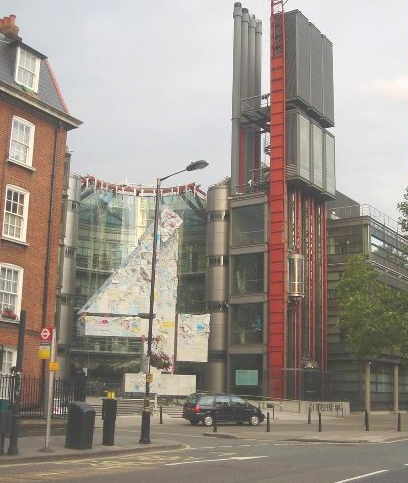
المقر الرئيسي للقناة الرابعة.

كان صوت المُقدّم پول كويا أوّل صوت يسمعه الجمهور يوم افتتاح القناة في 2 نوڤمبر 1982، وأوّل ما قاله كان: «طابت أوقاتكم، يُسرني أن أُرحب بكم في القناة الرابعة». بعد ذلك عُرضت صور مُركبة لمقاطع من البرامج التي سوف تُبث عبر شاشة القناة، تُرافقها الشارة الموسيقية الخاصة، حاملة عنوان Fourscore، من كتابة وتأليف اللورد ديڤيد دنداس، وقد استمرت شارة القناة الرئيسية طيلة العقد الأول من عُمر القناة. كان أول برنامج يُعرض على الهواء هو برنامج الألعاب المُخصص لوقت الشاي حامل عنوان «العد العكسي» (بالإنگليزية: Countdown)، من إنتاج ITV يوركشير في تمام الساعة 16:45، وما زال هذا البرنامج يُعرض حتى اليوم. كان ريتشارد ويتلي أول شخص يظهر على شاشة القناة، تلاه تيد مولت، أما أول امرأة ظهرت على الشاشة، فهي خلافًا للمعتقد السائد في بريطانيا، لم تكن كارول ڤوردرمان، بل كانت مُعجميّة عُرفت فقط باسم «ماري». افتتح ويتلي البرنامج بقوله: «مع انتهاء العد العكسي لافتتاح محطة جديدة، يبدأ عدٌ عكسيٌ جديد». عرضت القناة في أول يوم لها الأوپرا الصابونية المثيرة للجدل «بروكسايد»، التي استمرت تُعرض طيلة 21 سنة.
كرّست المحطة نفسها منذ يوم بثها الأول لكي تؤمن برامجًا بديلة عن البرامج التي تؤمنها القنوات الموجودة على الساحة المحلية، وكان من أسباب هذا، إلى حد ما على الأقل، المُطالبة التي لاحقت مؤسسيها كي يؤمنوا برامجًا موجهة للأقليات في بريطانيا. وقد أوفت القناة بوعدها، فأصبحت ذات شعبية في أواسط الأقليات ومحبي الفن والثقافة خلال تلك الفترة، وقد اكتسبت خلال إحدى الفترات سُمعة طيبة بسبب برامجها المميزة عن الفنون المعاصرة. شاركت القناة في العرض الحصري لأوپرا المُلحن الأمريكي روبرت آشلي الرائدة حاملة عنوان «الحيوات المثالية» (بالإنگليزية: Perfect Lives)، فعرضتها على مدى عدّة حلقات في سنة 1984. وخلال هذه الفترة كان جمهور القناة ما يزال صغيرًا، كما هو متوقع بالنسبة لقناة تُركز على عرض برامج موجهة للأقليات. وفي هذه الفترة أيضًا أخذت القناة تعمل على تمويل بعض الأفلام المستقلة مثل الوثائقي الدرامي من إنتاج شركة مرتشنت-أيڤوري حامل عنوان «محظيات بومباي» (بالإنگليزية: The Courtesans of Bombay). وفي عام 1992 واجهت القناة الرابعة أول قضيّة تشهير بحقها، من قبل الصحافي الجنوب أفريقي جاني ألن، الذي اعترض على ما قدمته القناة في وثائقي «القائد، وسائقه، وزوجة سائقه» (بالإنگليزية: The Leader, His Driver and the Driver's Wife).

### عهد شركة القناة الرابعة التلفازية
عام 1993 انتقل الإشراف على القناة من هيئة الإذاعة المستقلة إلى شركة القناة الرابعة التلفازية، وكان من تبعات تغيّر الإدارة حصول نقلة نوعيّة في البرامج المعروضة، فتحولت القناة إلى عرض البرامج ذات الشعبية العالية في العالم أجمع عمومًا والغربي خصوصًا، بدلاً من تركيزها على البرامج التي تهم الأقليات المحلية في بريطانيا. فأخذت تعرض الكثير من البرامج الأمريكية في ذروة أوقات المُشاهدة التلفزية أكثر مما عهدت سابقًا، ومن تلك البرامج مسلسليّ Friends وER.
أخذت القناة الرابعة تعرض مع بداية العقد الأول من القرن الحادي والعشرين برامجًا من الحياة الواقعية من شاكلة برنامج «الأخ الأكبر» (بالإنگليزية: Big Brother)، واستحصلت على حق بث بعض المناسبات الرياضية الأكثر جذبًا للبريطانيين مثل الكريكت وسباق الخيل. كان من نتيجة انتهاج هذه السياسة الجديدة ارتفاع عدد المشاهدين وما رافقه من تقييمات، وازدياد نسبة الأرباح. بالإضافة إلى ذلك أطلقت القناة عدّة محطات تلفازية جديدة بصفتها فروعًا لها، مثل: فيلم4، At The Races ،E4، و More4. وبعد أن أصابت القناة هذا الكم من النجاح وبعد أن ازدادت شعبيتها، اقترح قانون الاتصالات لعام 2003 في إحدى بنوده أن تُقدم القناة على الابتكار والتجريب والإبداع لتلاقي أذواق كافة أطياف المجتمع البريطاني المتعدد الألوان، وأن تشمل قائمة برامجها برامجًا ذات طبيعة تثقيفية.
شهد عام 2005 تغيرًا في اتجاهات القنوات الرقيمة التابعة للقناة الرابعة، بعد أن تولّى آندي دنكن مؤسس خدمة Freeview التلفازية المجانية، إدارة القناة. فأصبح فرع E4 يُعرض مجانًا على القنوات الرقمية الأرضية، كما وأُطلقت قناة رقمية جديدة ومجانيّة هي More4، وبحلول شهر أكتوبر من نفس العام، كانت القناة الرابعة قد انضمت إلى سلسلة القنوات المجانية في شبكة Freeview الترفيهية. وبحلول شهر يوليو من سنة 2006، إنضمت قناة فيلم4 إلى الشبكة المجانية، وأخذت تُبث على القنوات الرقمية الأرضية. شهد عام 2005 أيضًا انطلاق القناة الرابعة نحو البث الإذاعي، فاشترت 51% من أسهم محطة Oneword الإذاعية البائدة حاليًا، لتُصبح بذلك شريكة لمجموعة UBC مالكة باقي الأسهم. أصدرت القناة بضعة برامج جديدة للمحطة، تحت اسم جديد هو «4راديو»، ومنها كان برنامجًا أسبوعيًا يدوم لنصف ساعة هو «تقرير الصباح» (بالإنگليزية: The Morning Report) الإخباري. وفي بداية عام 2009، أعلنت القناة الرابعة أن عملها الإذاعي قد لا يدوم، وأنها قد تتوقف عنه لاحقًا.
أطلقت القناة في شهر نوڤمبر من عام 2009 خدمة المشاهدة ثلاثية الأبعاد طيلة أسبوع كامل، فأخذت تبث برامجًا معينة في كل ليلة باستخدام تقنية التصوير اللوني الرمزي ثلاثية الأبعاد. وقد تمّ توزيع نظارات الرؤية ثلاثة الأبعاد في جميع متاجر شركة ساينسبريز.

### في المستقبل
أثارت إدارة القناة الرابعة مخاوفًا تتعلق بمدى إمكانية تسديدها لالتزاماتها المالية المتعلقة بخدمات التلفزة التي تقدمها للمواطنين، بعد أن تحوّلت إلى البث الرقمي. غير أن البعض قال أن تكاليف التحوّل إلى البث الرقمي سوف تتم تغطيتها كما صرّح المسؤولون في شهر أبريل من عام 2006، عبر الأرباح المُجتباة من رسوم الترخيص.
أعلنت القناة الرابعة بتاريخ 28 مارس 2007 عن تخطيطها لإطلاق قناة موسيقية هي «4موسيقى» (بالإنگليزية: 4Music)، كمشروع مشترك مع شركة EMAP الإعلامية. وفي 15 أغسطس سنة 2008 أُطلقت القناة سالفة الذكر في مختلف أنحاء المملكة المتحدة. أعلنت القناة الرابعة في وقت لاحق عن رغبتها بإطلاق نسخة عالية الوضوح من قناة «فيلم4» على شبكة Freeview، لتتزامن مع إطلاق «القناة الرابعة بالدقة العالية». حصلت القناة الرابعة بعد فترة على 50% من الأسهم التجارية لشركة EMAP مُقابل 28 مليون جنيه استرليني كما قيل.

## الإلتزامات
كان الهدف الأساسي من تأسيس القناة الرابعة، هو تأمينها خدمة عامة مفيدة للمجتمع البريطاني، وبذلك فقد أُلزمت هذه القناة منذ تأسيسها وحتى اليوم بتنفيذ هذا الالتزام تجاه شعب المملكة المتحدة. ويُلاحظ أن التزامات القناة تتغير بين الحين والآخر بحسب القوانين الصادرة والتي تُنظم عرض البرامج التلفازية وتُحدد الهدف الواجب تحقيقه من خلالها، وتوعز إلى الجهات المختصة أن تطبقه، وبناءً على هذا فإن القناة الرابعة كانت مسؤولة تاريخيًا عن تنفيذ التزاماتها أمام كل من: هيئة الإذاعة المستقلة، ومن ثم لجنة التلفاز المستقلة، وحاليًا أمام مكتب الاتصالات البريطاني.
تنص ديباجة قانون الاتصالات لعام 2003، أن الالتزام الواقع على عاتق القناة الرابعة تنفيذه هو ما يلي:

"إن الالتزام بتقديم خدمة عامة الواقع على عاتق القناة الرابعة يتمثل بتوفير طائفة واسعة من البرامج المتنوعة عالية الجودة التي، تضم بشكل أساسي:
- برامجًا تحث على الابتكار والتجربة والإبداع؛
- تتناسب مع أذواق واهتمامات مجتمع متنوع ثقافيًا؛
- وتُساهم بشكل رئيسي في مقابلة الحاجة إلى قنوات إعلامية مُرخصة تعرض برامجًا ذات طبيعية تعليمية وأخرى تثقيفية؛
- وأن تتخذ طابعًا مميزًا لها."

ويقع على عاتق القناة أيضًا التزام آخر هو تأمين برامج خاصة بالمدارس، وأن تكون نسبة معينة مُعتبرة من برامجها مُنتجة خارج حدود لندن الكبرى.

## البث

### في المملكة المتحدة
كانت القناة الرابعة تُبث بثًا تماثليًا أرضيًا عند إطلاقها، إذ لم يكن هناك من شكل آخر للبث التلفازي في المملكة المتحدة. وقد استمرت القناة تبث برامجها على هذا الشكل حتى اكتمل تغيير نظام البث في كامل البلاد ونقله إلى البث الرقمي الأرضي. ومنذ عام 1998 استحالت القناة متوافرة في مختلف أنحاء العالم عبر البث الرقمي الأرضي وعبر شبكة سكاي العالمية. وبسبب الالتزام الخاص الواقع على عاتقها، فهي تُبث مجانًا عبر المُستقطبات الأرضية، على النقيض من القنوات الأخرى مثل ITV وغيرها.

### في أوروبا
القناة الرابعة البريطانية متوافرة أيضًا في عدّة بلدان أوروبية، فهي شائعة في الأواسط الشعبية في كل من: إيرلندا، وسويسرا، وبلجيكا، وهولندا. وفي هذه البلدان يحصل المشاهدون على تلك القناة عبر كوابل الاشتراك التلفازية الفضائية، أو عبر الاشتراك في إحدى باقات الخدمات التلفازية المميزة. كذلك تستقطب الهوائيات والصحون اللاقطة الإيرلندية قناة أولستر الرابعة، إحدى فروع القناة الرابعة، وخاصة تلك الواقعة في المقاطعات المجاورة لأيرلندا الشمالية. بُثت قناة أولستر الرابعة على شبكات الكابل الإيرلندية منذ إطلاق المحطة سنة 1982، كما التقطت مستقطبات المقاطعات الجنوبية مثل كورك، وواترفورد، وواكسفورد، وويكلو، بث قناة S4C الويلزية.
استحالت القناة الرابعة متوافرة لمشاهدي شبكة سكاي في إيرلندا منذ تاريخ 4 ديسمبر سنة 2006؛ غير أن بعض البرامج، وبالأخص تلك المُستقدمة من دول أجنبية، لم تُعرض في البلاد، بسبب عدم امتلاك القناة لحقوق البث الملائمة لعرض تلك البرامج في إيرلندا.

### عبر الإنترنت
وفي وقت لاحق فعّلت القناة خدمة المشاهدة عبر شبكة الإنترنت، لكن البرامج المُستقدمة لم تُعرض على الشبكة سالفة الذكر، كما فعّلت القناة خدمة المشاهدة عبر الهواتف المحمولة عبر ڤيرجن موبايل، وكما في حالة خدمة الإنترنت لم يُسمح بعرض البرامج الأجنبية. تُقدم القناة الرابعة أيضًا خدمة المشاهدة عبر الطلب، بالنسبة لمشاهديها عبر التلفاز الكابلي وعبر الإنترنت، لكن هذه الخدمة لا تشمل سوى بعض البرامج.

## التمويل
كان تمويل القناة الرابعة يتم، خلال سنواتها التكوينية، عبر شركات ITV مقابل حصولهم على حق تسويق وبيع الدعايات والإعلانات التجارية في المناطق حيث يقع مقرهم، عبر شاشة القناة. أما في الوقت الحالي، فإن القناة تموّل نفسها بنفسها كما تفعل معظم القنوات التلفزية التجارية الخاصة، أي عبر مبيعات الإعلانات التجارية المبثوثة على الهواء، وعبر رعاية البرامج، وبيع أي محتوى لأي برنامج بما يتضمنه من حقوق تجارية. كما تستطيع القناة أن تدعم الشبكة الرئيسية ماليًا عبر الأرباح التي تحصل عليها من مساعيها الأخرى، التي شملت في السابق رسوم الاشتراك من قنواتها الفرعية مثل E4 وفيلم4، ومبيعات الڤيديو حسب الطلب خاصتها. أشارت الإحصاءات الحسابية للقناة الرابعة من عام 2005، أن الإعانات المالية التي حصلت عليها بلغت حوالي 30 مليون جنيه إسترليني.
انتقلت القناة الرابعة إلى تمويل نفسها بعد صدور قانون البث الإذاعي لعام 1990 الذي سمح للشركات الإذاعية حديثة التأسيس أن تموّل نفسها بنفسها. وقد أدّى هذا القانون إلى تشكيل «شبكة أمان» أي إجراء أمني يُمكن أن يؤمن الحد الأدنى من الدخل للمؤسسة الإعلامية بحال هبطت نسبة أرباحها هبوطًا كبيرًا، وقد تمّ توفير المبالغ المخصصة لدعم القناة من مدفوعات شركات التأمين لشركات ITV. غير أن هذه الإعانات لم تحتاجها القناة، ومن ثم ألغت الحكومة منح هكذا أقساط في سنة 1998. وبعد أن انفصلت القناة الرابعة عن ITV، أُلغيت الأرباح المشتركة من الإعلانات التجارية بين القناتين أيضًا.
إضطرت القناة في سنة 2007 أن تطلب دعمًا ماليًا من الحكومة بعد أن واجهت بضعة مشاكل تمويلية، فخُصص لها قرض بلغت قيمته 14 مليون جنيه إسترليني وتقرر أن تقوم بردّه على فترة ستة سنوات. وكان من المُفترض أن تؤمن الحكومة المال من رسوم الترخيص الممنوحة للقنوات الإعلامية المحلية، وبهذا كانت تلك ستكون أول مرة تُمنح أي قناة من تلك القنوات غير بي بي سي هكذا منحة من هذا المصدر، غير أن آندي برونهام وزير الدولة لشؤون الثقافة، والألعاب الأولمبية، والإعلام والرياضة، أقدم على إلغاء هذا المشروع والقضاء عليه في مهده. أصدر مكتب الاتصالات المُنظم للبث الإعلامي في نشرته الدورية خلال شهر يناير من عام 2009 تقريرًا جاء فيه أن القناة الرابعة يُفضّل أن تموّل عبر «شراكات ومشاريع مشتركة أو عمليات الاندماج مع الشركات الأخرى».

## البرامج

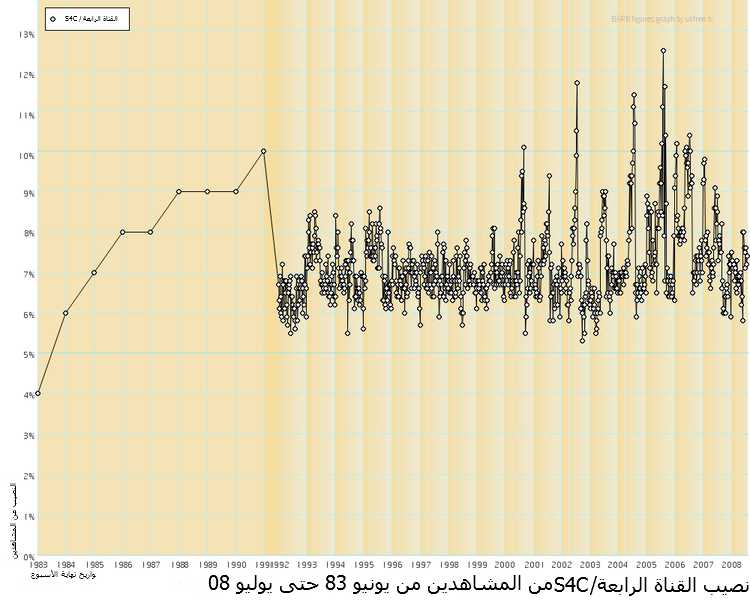
نصيب القناة الرابعة من المُشاهدين من عام 1992 حتى عام 2007.

تُعد القناة الرابعة قناةً «إذاعية ناشرة»، بمعنى أنها تحصل على تفويض بنشر برامج معينة، أو «تشتري» جميع برامجها من شركات مستقلة عنها، وهي أول قناة إذاعية بريطانية تنتهج هذا النهج في تاريخ وسائل الإعلام في المملكة المتحدة. أطلق هذا النهج المُبتدع سلسلة من شركات الإنتاج التي لم تعد بحاجة لأن تحصل على رخصة ITV اتبث برامجها على الهواء، ومنذ ذلك الحين أصبح التفويض بنشر البرامج والإعلانات من قِبل شركات أجنبية شديد الشيوع عند أغلب القنوات التلفازية التي افتتحت منذ ذلك الحين، وعند قنوات BBC وITV. ومن المثير للسخرية أنه على الرغم من كون القناة الرابعة أول القنوات الرسمية التي نشرت برامجًا بناءً على تفويض من جهة ثالثة، فإنها كانت آخر القنوات التي بثت برامجها خارج البلاد، بعد أن أُنشأت بخمسة وعشرين سنة.
بالإضافة إلى ما سبق، كانت القناة الرابعة أوّل قنوات بريطانيا التي استحوذت على حقوق نشر البرامج التي بُثت عبر شاشتها، في طريقة شبيهة بالطرق التي تتبعها استديوهات هوليوود الكبرى، التي تشتري برامجًا تلفازية لم تنتجها مباشرةً، وتعرضها على الجمهور تحت شعارها واسمها. وبهذا فإن القناة الرابعة تمتلك الكثير من البرامج، على أنها لم تُنتج أيًا منها.
كانت القناة الرابعة القناة الرائدة في مفهوم البرامج المحصورة، وهذه يُقصد بها مجموعة من البرامج الموسمية التي تتبع موضوعًا معينًا فقط دون غيره من المواضيع، وتُعرض ويُروّج لها في الوقت نفسه. كان بعض هذه البرامج يتناول موضوعًا محددًا للغاية، ويتم عرضه لفترة ثابتة من الزمن، ومثال ذلك برنامج  4 Mation الذي اعتبر برنامج رسوم متحركة مبتكر، كما كان هناك برنامج T4 الأقل تخصصًا من ذلك سالف الذكر، وكان موجهًا إلى المراهقين، ويُعرض صباح أيام السبت والأحد، وخلال أيام الأسبوع الأخرى خلال الأعياد والعطل المدرسية والجامعية؛ وبرنامج ليلة الجمعة الكوميدية؛ وبرنامج  4Later الذي كان يعرض برامجًا حفنة من البرامج «الشاذة» الموجهة لجمهورها الخاص، في ساعات الصباح الأولى.
من أبرز البرامج المعروضة على القناة الرابعة والتي أشاد النقّاد بها: نشرة أخبار القناة الرابعة (بالإنگليزية: Channel 4 News) التي تؤمنها هيئة الأخبار التلفازية المستقلة، والوثائقي التحري قديم العرض حامل عنوان Dispatches الذي استقطب انتباه الإعلام منذ بداية عرضه وحتى اليوم.

## مناطق التغطية
كانت القناة الرابعة تبث برامجًا مُتطابقة ومُتماثلة منذ إطلاقها في جميع أنحاء المملكة المتحدة (عدا ويلز حيث لم تعمل على أجهزة الإرسال التناظريَّة). جعلت هذه الخاصيَّة من القناة قناةً فريدة عند إطلاقها، إذ لم يُعرف عن قنوات BBC وITV أنها اتبعت هذه السياسة، بل كانت تبث برامجًا مُختلفة غير مُتطابقة تختلف باختلاف منطقة البث والإرسال داخل البلد. وفي حالة قنوات ITV فإنَّ هذا كان يرجع إلى بُنيتها الفدراليَّة المُتأصِّلة. استحالت القناة الرابعة تعتبر من ضمن القنوات التقليديَّة التي لا تُقدم خدمة البرامج المنوعة منذ أن أُطلقت عدَّة قنوات بريطانيَّة أخرى في وقتٍ لاحق متنوعة البرامج عبر كافَّة مناطق التغطية.
كان هُناك بضعة استثناءات من هذه القاعدة التي اتبعتها القناة الرابعة عند إطلاقها، فإيرلندا على سبيل المِثال كانت تتمتع ببث مُنوَّع على شبكة سكاي إيرلندا تُبث عليها برامج ذات حقوق نشر تتبع منظمات وأفراد غير إيرلنديّون. مثلًا مُسلسل «گلي» لا يتوفر ضمن خدمة القناة الرابعة على شبكة سكاي في إيرلندا.
كما تمَّ حصر بعض البرامج المدرسيَّة المعروضة على القناة الرابعة (خلال عقد الثمانينيات وأوائل التسعينيات) في منطقة دون الأخرى، بسبب اختلاف المناهج الدراسيَّة بين المناطق.
تُغطي إحدى التحويلات الماليَّة الخاصة بالقناة تكاليف البث خارج لندن. يتولَّى ستيوارت كوسجروڤ مهمَّة إدارة البث الدولي والمناطقي للقناة الرابعة من مركزه الإقليمي في مدينة گلاسكو. وكما يوحي لقب مهنته، فإنَّ وظيفته تتمثل في إبرام اتفاقيات وصياغة علاقات مع المُنتجين المُستقلين قاطني المناطق المُختلفة من المملكة المتحدة (بما فيها ويلز) الواقعة خارج لندن.
عرض الإعلانات على القناة الرابعة ذو تباين اعتيادي، فقُبيل عام 1993، كانت شركة ITV هي المسؤولة عن بيع وتسويق إعلانات القناة الرابعة، وكانت كل شركة محليَّة من شركات ITV تعرض دعياتٍ خاصَّة وفريدة بكل منطقة تتلقى بثها خلال فترات الاستراحة بين البرامج. بعد أن أصبحت القناة الرابعة مسؤولةً عن تولّي شؤون إعلاناتها بنفسها، استمرَّت تقدم للمستثمرين خاصيَّة استهداف فئة مُعيَّنة من الجمهور، وقسَّمت مناطق تغطيتها إلى ستَّة مناطق، مما أوجد المُصطلح 'LEMNUS'، الذي يرمز إلى: لندن، شرق [وجنوب] إنگلترا، الأراضي الوسطى، شمال إنگلترا، أولستر، واسكتلندا.

### ويلز
حاليًا لا تتمتع ويلز بمنطقةٍ إعلانيَّة خاصَّة بها كما باقي مناطق المملكة المتحدة، بل يتلقى مشاهدوا البث الويلزي إعلانات المنطقة الجنوبيَّة على المنصات الرقميَّة المبثوثة إلى المنطقة أو المناطق المجاورة حيث أجهزة الإرسال التناظريَّة تفيض بثًا إلى ما يجاورها.

### إيرلندا
تتشارك جمهوريَّة إيرلندا منطقة إعلاناتها مع إيرلندا الشماليَّة (التي يُشار إليها في القناة الرابعة باسم 'Ulster Macro'). تُصدر قناة E4 بثًا إعلانيًا مُميزًا بإيرلندا، على أن أيرلندا الشماليَّة تتلقى النسخة الإعلانيَّة البريطانيَّة من قناة E4. تحصل المناطق الستَّة سالفة الذِكر على الخدمة الإعلانيَّة أيضًا عبر الأقمار الاصطناعيَّة والكابلات وأجهزة البث الرقمي الأرضي.
تستخدمُ قناتيّ دايبريك والخامسة البريطانيَّة نموذجًا مُشابهًا لنموذج القناة الرابعة في تأمين الإعلانات لمناطق مُختلفة من البلاد.

### إحتماليَّة الأخبار الإقليميَّة مُستقبلًا
تتجه قناة ITV plc إلى اعتماد متطلبات أقل تعقيدًا من حيث كميَّة الأخبار الإقليميَّة والدوليَّة وغيرها من البرامج التي يُفرض عليها بثَّها في منطاق تغطية قنوات ITV، وبناءً على هذا أخذ المسؤولون فكرة بث القناة الرابعة للأخبار الإقليميَّة، وقد باشروا التفاوض مع مكتب الاتصالات في ويلز (Ofcom) والمعنيون في ITV بشأن هذا الموضوع. يقول الخبراء في القناة الرابعة إن إضافة خدمة الأخبار من شأنه أن يؤمن مصدر تمويل آخر لالتزاماتها المُلقاة على عاتقها والمُتمثلة بتأمين خدمة عامة للشعب.

## القناة الرابعة HD

شعار القناة الرابعة HD.

أطلقت القناة الرابعة خدمة البث المرئي فائق الدقة بتاريخ 10 ديسمبر 2007 على شبكة سكاي+ HD، بعد أن وافقت مجموعة سكاي البريطانيَّة على المساهمة في دفع تكاليف البث الساتلي للقناة. وفي 31 يوليو 2009، أضافت ڤيرجن ميديا القناة الرابعة HD على قناتها رقم 146 لتُشكِّل جزءًا من مجموعتها أم. وفي 25 مارس 2010، ظهرت القناة على القناة 52 المجانيَّة ببثٍ تجريبي، قبل أن تُعتمد رسميًا في يوم 30 من الشهر سالف الذِكر، بالتزامن مع إطلاق البث التجاري الرقمي فائق الدقة. بتاريخ 19 أبريل 2011، أضيفت القناة الرابعة إلى مجموعة فريسات على القناة 126. كنتجةً لهذا، تحوَّلت القناة من قناة مجَّانيَّة العرض إلى مجَّانيَّة البث على السواتل خلال شهر مارس من عام 2011. بعد إغلاق قناة S4C في ويلز بتاريخ 30 نوفمبر 2012، من المُفترض أن يتم إطلاق القناة الرابعة فائقة الدقة بدلًا منها بتاريخ 1 ديسمبر 2012.
تبث القناة برامجها في نفس المواعيد التي تبثها فيها القناة الرابعة، وتعرضها بالتقنيَّة فائقة الدقة عندما أمكن. أغلب البرامج التي عُرضت باستخدام هذه التقنيَّة كانت برامجًا وأفلامًا أمريكيَّة (مثل بيتي القبيحة على سبيل المثال)، على أنَّ بعض البرامج المحليَّة مثل «هولي أوكس» و«بشرات» عُرضت أيضًا باستخدام هذه التقنية. أُعلنت القناة أوَّل قناة بريطانيَّة تبث برامجًا فائقة الدقة من على مصدر بثٍ أرضي بصورةٍ كاملة، على الرغم من أنَّ الهدف الأولي منها كان فقط زيادة عدد البرامج المنزلية المعروضة بالتقنية فائقة الدقة.
كانت القناة الرابعة قد أجرت بثًا مرئيًا فائق الدقة تجريبيًا خلال صيف سنة 2006 وعلى مدى ستَّة أشهر، بوصفه جزء من تجربة خدمة المشاهدة المجانيَّة المبثوثة عبر محطة إرسال القصر الكريستالي إلى لندن وأقسام من المُقاطعات المحيطة بها في جنوب شرق إنگلترا وفي جنوبها، وعُرضت في هذا البث برامج مثل لوست وربات بيوت يائسات، اقتداءً بهيئة الإذاعة الأمريكية التي تعرضها بالتقنية فائقة الدقة.

## 4oD / كاتش أپ
4oD هي عبارة عن خدمة الڤيديو حسب الطلب من القناة الرابعة. أُطلق هذه الخدمة خلال شهر نوفمبر من عام 2006، وهي اختصار لعبارة "4 on Demand" أي «4 حسب الطلب». تُقدِّمُ هذه الخدمة طائفةً واسعة من البرامج التي عُرضت مؤخرًا على القناة الرابعة، وقناة E4، وقناة مور4، أو من البرامج المودعة ضمن أرشيفها. مع العلم أن بعض البرامج غير متوافرة بسبب حقوق النشر والتأليف، والخوف من خرقها.

## خدمات قنوات المعلومات

### 4-Tel/فورتكست
كانت القناة الرابعة قد حصلت على رخصة إطلاق خدمة قناة معلومات بهدف تأمين جداول ومعلومات عن البرامج المعروضة وميزاتها. حملت تلك الخدمة الأصلية تسمية 4-Tel وتمَّ تأمينها بالتعاون مع شبكة أوراكل. وفي عام 1993 بعد أن خسرت أوراكل حق الامتياز لصالح شركة تيليتكست المحدودة، انتقلت إدارة 4-Tel إلى الأخيرة مُمثلة بإنتل فاكس، وفي سنة 2002 أعيدت تسميتها فورتكست.

### قناة المعلومات على 4
في عام 2003 منحت القناة الرابعة شركة شركة تيليتكست المحدودة عقدًا يدوم عشرة سنوات يسمح لها بإدارة خدمة المعلومات، التي أعيد تسميتها Teletext on 4 بمعنى «قناة المعلومات على 4». أوقفت هذه الخدمة في الوقت الراهن ولم تعد تيليتكست متوافرة سواء على القناة الرابعة أو ITV أو القناة الخامسة.

## معرض صور

## وصلات خارجية
- الموقع الرسمي
- القناة الخاصة بالقناة الرابعة في يوتيوب.
- حارس الإعلام: التقرير الخاص للقناة الرابعة.
- القناة الرابعة على موقع TV Ark.